# 토레 마요르
토레 마요르(스페인어: Torre Mayor)는 멕시코 멕시코시티에 위치한 건물이다.

## 같이 보기
- 멕시코의 마천루 목록